# Карикатурний скандал 2005-2006 років
Карикатурний скандал — релігійний та міжкультурний конфлікт викликаний публікацією у кінці 2005 та початку 2006 років 12 карикатур різних авторів на ісламського пророка Магомета в одній з данських газет. Протести проти зображення пророка, а особливо глузування з нього, що вважається образливим в ісламській культурі, пройшли у багатьох країнах мусульманського світу та Європи.

## Події
30 вересня 2005 року данська газета Jyllands-Posten опублікувала 12 карикатур, більшість з котрих зображали пророка Мухаммеда. Своє рішення опублікувати карикатури редакція газети пояснила спробою зробити внесок у дискусію навколо критики ісламу і свободи слова. Відразу після публікації, зображення пророка Мухамеда осудили мусульмани Данії, до акцій осуду та протесту незабаром приєдналися мусульмани інших країн. Деякі ісламські організації Данії подали судовий позов проти газети, але суд віхилив його у січні 2006 року з огляду на принцип свободи слова. Протягом наступних декількох місяців карикатури були передруковані в газетах більш ніж у 50 інших країнах світу, що призвело до загострення конфлікту і значних акцій протесту у мусульманському світі у січні і лютому 2006 року.
Через декілька місяців, в кінці січня і на початку лютого 2006 року по всьому ісламському світі пройшли багатолюдні акції протесту, деякі з них супроводжувалися сутичками з поліцією та іншими актами насильства, що призвело до загибелі понад 100 чоловік у різних країнах. Акції протесту супроводжувалися, зокрема, вибухом біля данського посольства в Пакистані, підпалами данського посольства в Сирії, Лівані та Ірані, спробами штурму дипломатичних установ інших європейських держав, спаленнями прапорів Данії, Нідерландів, Норвегії, Франції та Німеччини. Данський прем'єр-міністр визнав скандал навколо карикатур найбільшою кризою у Данії з часів Другої світової війни.

## Реакція
Критики карикатур визначали зображення пророка прикладом ісламофобії і расизму, наміром спровокувати та принизити віруючих ісламу, представників національних та релігійних меншин Данії, або прикладом невігластва та імперіалізму західних держав по відношенню до країн Близького Сходу та Азії.
У той самий час, прихильники публікації карикатур наполягали на законному праві висловлення свободи слова, незалежно від відношення інших культур до теми публікації. Як приклад відсутності расизму у намірі зобразити пророка Магомета, прихильники публікації звертали увагу на те, що карикатури на інші релігії також часто друкуються у західній пресі. Інші визначали акції протести проти карикатур прикладом протистояння цивілізацій, несумісністю культурних цінностей, а також реакцією на значно ширші проблеми взамоєвідношень між Заходом і ісламським світом.